# 1989年ベルギーMiG-23墜落事故
1989年ベルギーMiG-23墜落事故（1989ねんベルギーMiG-23ついらくじこ）は、1989年7月4日に発生し、ソ連空軍のパイロットの乗っていないMiG-23ジェット戦闘機がベルギー・コルトレイクにある家屋に墜落し、1人が死亡した。パイロットは技術上の問題に遭遇したため、1時間ほど前にポーランドのコウォブジェク近くで脱出していたが、航空機はその後もおよそ900キロメートルにわたって飛び続け、燃料を使い果たして墜落した。

## 経緯
この事故の発端は、通常通りの訓練飛行であった。パイロットのニコライ・スクリディン大佐は、ポーランド・コウォブジェクのバギチ空軍基地からMiG-23Mを飛ばすことになっていた。離陸の際にエンジンのアフターバーナーが故障し、出力が一部失われた。高度150メートルで降下中に、パイロットは航空機を放棄することを選択し、無事に脱出した。しかしエンジンは稼働し続け、無人となったMiG-23はオートパイロットで西へ向かって飛んで行った。
無人の航空機はポーランド領空を離れ、ドイツ民主共和国（東ドイツ）を横断して西ドイツに入り、そこでオランダのソーステルベルフ航空基地を拠点とする在欧アメリカ空軍第32戦術戦闘飛行隊のF-15戦闘機の編隊の要撃を受けた。F-15のパイロットは、MiGにはパイロットが乗っていないと報告した。
MiG-23はオランダ領空を横断し、さらにベルギーへと入った。追尾するF-15は、北海でこの機体を撃墜するように指示されていたが、MiGは燃料を使い果たしてゆっくり南へ向きを変え始め、フランス空軍が戦闘機を警戒態勢につけることになった。900キロメートル以上を飛行した後、MiGは最終的にフランス国境から10キロメートルほどの、ベルギーのコルトレイク近郊で家に墜落し、18歳の住民1人が死亡した。

## 政治的結末
ベルギー政府はソビエト連邦に対して、迷走した航空機についての通告がなかったことに公式の抗議を行った。当時のベルギーの外務大臣マルク・エイスケンスは、「MiG-23が最初にNATOのレーダーに映ってから墜落するまでの1時間以上の間、ソビエト側からは何の警告もなかった、さらに、この航空機が核兵器または有毒な兵器を搭載していたかどうかについて開示するのが顕著に遅かった」と懸念を表明した。